# Кејт Аптон
Кетрин Елизабет „Кејт“ Аптон (енгл. Katherine Elizabeth „Kate“ Upton; рођена 10. јун 1992) је америчка манекенка и глумица. Постала је позната после појављивања у часопису Sports Illustrated Swimsuit Issue, када се сликала у купаћем костиму на Антарктику на минус 40 степени и била на насловној страни у издању за 2012. и 2013. годину.